# Nagara
Rzeka Nagara (jap. 長良川 Nagara-gawa) – rzeka w Japonii, mająca swoje źródła w mieście Gujō, w prefekturze Gifu, a ujście w mieście Kuwana. Razem z rzekami Kiso i Ibi, Nagara jest jedną z „trzech rzek Kiso” na równinie Nōbi. Pierwotnie nazwa rzeki brzmiała Sunomata (jap. 墨俣川 Sunomata-gawa).
Nagara jest jedną z trzech najczystszych rzek w Japonii obok: Kakity w prefekturze Shizuoka i Shimanto w prefekturze Kōchi. W 1985 środkowa część rzeki została nazwana jedną ze „100 znanych wód japońskich”. Rzeka jest również popularnym miejscem odwiedzin ze względu na liczne gorące źródła bogate w żelazo.

## Historia
Z powodu niedoboru zapór, poziom rzeki może zmienić się bardzo szybko. W celu ochrony terenów położonych wzdłuż jej brzegów, znaczna ich część jest umocniona. Pomimo tego jednak co jakiś czas dochodzi do podtopień i szkód.
6 VII 1995 otwarto zaporę w estuarium rzeki, aby zapobiegać cofaniom się wód z zatoki Ise.

## Kormoranowe połowy
Kormoranowe połowy to starożytna tradycja, która polega na używaniu specjalnie szkolonych kormoranów do połowu ryb w rzekach i jeziorach. Obecne atrakcje turystyczne głównie w miastach: Gifu i Seki.

## Miejscowości
Miejscowości, przez które przepływa Nagara:
Prefektura Gifu
Gujō, Mino, Seki, Gifu, Mizuho, Ōgaki, Anpachi, Wanouchi, Kaizu
Prefektura Aichi
Aisai
Prefektura Mie
Kuwana